# Manuel Fernández Pradel
Manuel Salustio Fernández Pradel (Santiago, 1826 - Ibidem, noviembre de 1906), fue un político radical chileno.

## Primeros años de vida
Fue hijo de Pedro Fernández Garfias y de Manuela Pradel Fernández. Estudió en el Instituto Nacional y posteriormente, Ciencias Fícas y Matemáticas en la Universidad de Chile graduándose de agrimensor el 19 de julio de 1851.
Se casó con su prima, Pastoriza Fernández Garfias y en segundo matrimonio, con Manuela Frías.

## Vida pública
En julio de 1851 fue nombrado profesor de matemáticas y física del Liceo de La Serena. Publicó un libro titulado "Manual del Sistema Métrico". Dos años después, en marzo de 1853, la Universidad le habría sus puertas y entró a la Facultad de Ciencias Físicas y Matemáticas. En noviembre de 1856 dejó su cátedra y fue a ocupar un puesto, como jefe de sección del Ministerio del Interior (1856-1859). 
Militante del Partido Radical desde 1858, año en que fue elegido Diputado por el departamento de La Serena, Elqui y Coquimbo. Diputado por Rere y Puchacay en 1861. 
Nombrado intendente de la provincia del Maule (1861). Elegido diputado por Linares en 1867 y 1870. En 1868 perteneció al Club de la Reforma.
Los comicios del 3 de abril de 1870 fueron declarados nulos por la Cámara y se ordenó repetirlos. Mientras la sala consideraba esta situación, funcionaron presuntivamente como diputados propietarios, don Pedro Lucio Cuadra, Jovino Novoa y Blas Encinas; y como suplentes, don Manuel Salustio Fernández Pradel, y Guillermo Matta que no prestaron juramento.
Repetida la elección favoreció a los señores Donoso, Prado y Tocornal, para propietarios y José Luis Jordan reemplazó a don José Tocornal. De todas maneras, participó en el Congreso Constituyente de 1870, cuyo objetivo fue reformas a la Carta Fundamental de 1833.
Posteriormente fue Gerente del Banco de Valparaíso y ministro de Hacienda en dos períodos (1890 y 1894), en el gobierno de José Manuel Balmaceda y de Jorge Montt. En 1894 subrogó al ministro de Justicia, Culto e Instrucción Pública.